# Twilight of the Gods (Band)
Twilight of the Gods ist eine multinationale Heavy-Metal-Band.

## Geschichte
Anfang 2010 gründete Alan Nemtheanga (Primordial) eine Bathory-Tribute-Band namens Twilight of the Gods. Zur Besetzung gehören neben Iscariah (ex-Immortal, Dead to This World) auch Nick Barker (Testament, Benediction, ex-Dimmu Borgir, Cradle of Filth), Blasphemer (ex-Mayhem, Aura Noir, Ava Inferi) und Patrik Lindgren (Thyrfing).
Ursprünglich war von Nemtheanga geplant, ein Bathory-Tribute-Konzert mit seiner Band Primordial zu spielen. Dies scheiterte aber daran, dass die Band „zu faul [ist], um das anständig zu machen“, weshalb er das Projekt mit befreundeten Musikern gründete.
Da sich Nemtheanga auch bewusst war, dass die Musik Bathorys nie dafür konzipiert worden war, live aufgeführt zu werden, sprach er im Vorfeld mit Quorthons Angehörigen, die von der Idee angetan waren, durch Twilight of the Gods „die Musik Jahre nach seinem Tod lebendig [zu halten]“. Dennoch wurden 2010 in diversen Internetforen Proteste gegen das Projekt laut.
Beim Metalfest 2010 trat die Band erstmals auf und wurde für ihr Live-Debüt als Headliner angekündigt. Außerdem spielte sie bei der Heidenfest-Tour 2010 als Headliner. Es folgten Teilnahmen an zahlreichen weiteren wichtigen Konzerten und Festivals, darunter das 70000 Tons of Metal. Beim Ragnarök-Festival Ende April 2011 spielte die Band ihr vorerst letztes Konzert in Deutschland. Eine nähere Begründung, warum es sich um das „letzte“ Konzert handelt, wurde nicht genannt.
Aufgrund gemeinsamer musikalischer Hintergründe schlug Eriksen vor, die Band solle eigene Stücke schreiben. 2013 spielte die Band erneut Konzerte, diesmal allerdings mit eigenem Material. Das Album Fire of the Mountain erschien am 27. September 2013 in Europa und am 1. Oktober in den USA. Ab dem 16. Oktober ging die Band mit Rotting Christ und Negură Bunget auf eine einmonatige Europa-Tournee.

## Musikstil
Mit ihrem eigenen Material will die Band sich laut Nils Macher von Powermetal.de „zumindest ein Stück weit von der BATHORY-Schublade emanzipieren […]. Aber auch das geschieht in kleinen Dosen, schließlich erinnert der Bandname immer noch an Quorthon und in fast jeder Nummer blitzt irgendwo eine kleine Referenz auf, auch auf ‚woohoo‘-Chöre wird nicht verzichtet.“ Im Gegensatz zu Ereb Altor sei die Band jedoch einigermaßen eigenständig, wozu insbesondere Averills Gesang beitrage. Bei Forged in Blood sieht er Einflüsse der Bands Manowar und Judas Priest. Das Titellied ihres Albums, Fire of the Mountain, ist ein Dio-Tribut. Dennoch ist das Lied laut Macher „doch sehr nahe an der epischen Phase BATHORYs, ohne ein wirklicher Klon zu sein“ und spreche bei ihm „die gleichen Rezeptoren an wie ‚Twilight Of The Gods‘ oder ‚Hammerheart‘“. Götz Kühnemund vom Rock Hard hingegen schrieb, Twilight of the Gods orientiere sich „nicht länger an Bathory, sondern an alten Manowar“, und Alan Averill habe „eine überraschend starke ‚echte‘ Metal-Stimme“. Sword of Damocles sei „dramatischer, pathetischer, aber immer bodenständiger Heavy Metal“, der nicht besser sein könne und „in weiten Teilen tatsächlich altes Manowar-Niveau“ erreiche und „95 Prozent aller heutigen True-Metal-Veröffentlichungen“ übertreffe. Die sieben langen Lieder auf dem Debüt „sind meist im Midtempo gehalten und deshalb umso heavier“.

## Texte und Ideologie
Patrik Lindgren sieht die Auftritte der Band „nicht als Anbetung eines Idols, sondern eher als Homage an die Musik selbst. An die Musik und die Kunst, die diese Person kreiert hat. Bathory war ja aus schöpferischer Sichtweise eigentlich eine 1-Mann-Show. Aber wir stellen diese eine Person nicht auf ein Podest.“ Die Texte der eigenen Lieder sollen sich klassischen Metal-Themen widmen. Der Text zu Fire of the Mountain handelt von Leopolds I. Schlacht gegen die Türken.